# Torneo Preolímpico Europeo Femenino de Rugby 7 2019
El Torneo Preolímpico Europeo Femenino de Rugby 7 2019 fue el torneo que determinó el clasificado para el Torneo femenino de rugby 7 en los Juegos Olímpicos de Tokio 2020.
Se disputó en el Estadio Central de Kazán, Rusia.
El campeón del torneo fue la selección de Inglaterra, pero al no ser un país independiente, el cupo fue para Gran Bretaña, mientras que el segundo y tercer puesto, Rusia y Francia respectivamente, obtuvieron el cupo al Torneo Preolímpico Mundial.

## Fase de grupos

### Grupo A
| Equipo   | Encuentros | Encuentros | Encuentros | Encuentros | Tantos  | Tantos    | Tantos     | Puntos |
| Equipo   | jugados    | ganados    | empatados  | perdidos   | a favor | en contra | diferencia | Puntos |
| -------- | ---------- | ---------- | ---------- | ---------- | ------- | --------- | ---------- | ------ |
| Francia  | 3          | 3          | 0          | 0          | 125     | 5         | +120       | 9      |
| Polonia  | 3          | 2          | 0          | 1          | 67      | 46        | +21        | 7      |
| Italia   | 3          | 1          | 0          | 2          | 48      | 69        | -21        | 5      |
| Moldavia | 3          | 0          | 0          | 3          | 5       | 125       | -120       | 3      |

Nota: Se otorgan 3 puntos al equipo que gane un partido, 2 al que empate y 1 al que pierda

### Grupo B
| Equipo     | Encuentros | Encuentros | Encuentros | Encuentros | Tantos  | Tantos    | Tantos     | Puntos |
| Equipo     | jugados    | ganados    | empatados  | perdidos   | a favor | en contra | diferencia | Puntos |
| ---------- | ---------- | ---------- | ---------- | ---------- | ------- | --------- | ---------- | ------ |
| Rusia      | 3          | 3          | 0          | 0          | 110     | 5         | +105       | 9      |
| Inglaterra | 3          | 2          | 0          | 1          | 114     | 26        | +88        | 7      |
| Suecia     | 3          | 1          | 0          | 2          | 29      | 84        | -55        | 5      |
| Alemania   | 3          | 0          | 0          | 3          | 5       | 143       | -138       | 3      |

### Grupo C
| Equipo          | Encuentros | Encuentros | Encuentros | Encuentros | Tantos  | Tantos    | Tantos     | Puntos |
| Equipo          | jugados    | ganados    | empatados  | perdidos   | a favor | en contra | diferencia | Puntos |
| --------------- | ---------- | ---------- | ---------- | ---------- | ------- | --------- | ---------- | ------ |
| España          | 3          | 3          | 0          | 0          | 89      | 12        | +77        | 9      |
| Irlanda         | 3          | 2          | 0          | 1          | 103     | 19        | +84        | 7      |
| Rumania         | 3          | 1          | 0          | 2          | 34      | 88        | -54        | 5      |
| República Checa | 3          | 0          | 0          | 3          | 12      | 119       | -107       | 3      |

## Fase Final

### Cuartos de final
| 14 de julio | Francia | 55 - 0 | Rumania |  |  |

| 14 de julio | Inglaterra | 17 - 7 | Irlanda |  |  |

| 14 de julio | Rusia | 44 - 0 | Italia |  |  |

| 14 de julio | España | 17 - 14 | Polonia |  |  |

### Semifinal
| 14 de julio | Francia | 12 - 14 | Inglaterra |  |  |

| 14 de julio | Rusia | 12 - 5 | España |  |  |

### Tercer puesto
| 14 de julio | Francia | 17 - 5 | España |  |  |

### Final
| 14 de julio | Inglaterra | 19 - 0 | Rusia |  |  |

| Bandera de Inglaterra |
| Campeón Inglaterra    |